# Хрептовичи
Хрепто́вичи — древний польско-литовский магнатский и угасший графский род.
Крупнейшие землевладельцы (наряду с Радзивиллами и Тышкевичами) Белоруссии XVIII—XIX вв. Его представители занимали крупные государственные должности в Великом княжестве Литовском, с XVIII века владели Глубоким, Бешенковичами, имениями Щорсы в Новогрудском и Вишнево в Ошмянском уездах.
Представители рода в XVII и до конца XVIII века часто писались Литавор-Хрептовичами.

## Происхождение и история рода
Первое упоминание о Хрептовичах содержится в Городельской унии (1413). Все последующие Хрептовичи происходят от Богдана Хрептовича, жившего в середине XV века. Он исповедовал православие, но к XVII веку его потомки перешли в католичество.
Хрептовичи не могли равняться по могуществу и родовитости с такими родами восточных районов Речи Посполитой, как Радзивиллы, Сапеги или Чарторыйские, часто проводившими политику, из корыстных интересов. Хрептовичи в различное время примыкали к той или иной магнатской группировке.
Иоахим Хрептович, будучи подданным Речи Посполитой, возведён в графское достоинство Священной Римской империи (1752). В Российской империи этот титул признан за его потомками (1843).

## Известные представители
Родоначальник — Богдан Хрептович, женат на дочери князя Юрия Четвертинского.
От его потомков происходят четыре ветви рода:
- Василий Хрептович — наместник владимирский, участвовал в походе Казимира IV на Москву (1491), отбил пленных у татар, сторонник союза ВКЛ и Королевства Польского.
  - Ян Литовор Хрептович — посол монарха ВКЛ и Польши в Москве[3].
- Фёдор Хрептович (ум. 1522) — подскарбий великий литовский[3], подскарбий надворный (1493), подскарбий земский (1501—1508).
- Ян (Ивашка) Литовор Хрептович (ум. 1513) — подскарбий надворный литовский (1482—1493), наместник слонимский (с 1492), дрогичинский (с 1512), кобринский (с 1513), посол в Польше и Москве.Мелетий Хрептович-Богуринский

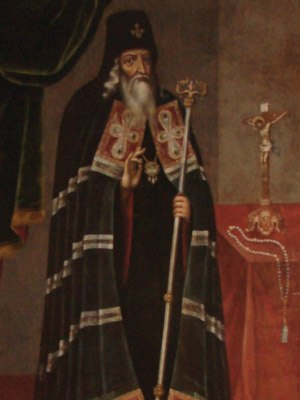
Мелетий Хрептович-Богуринский

  -     -       -         - Из числа потомков Яна Литовора наиболее известен Кароль Хрептович (ум. ок. 1801) — участник Барской конференции, маршалок гродненский.
- Мартин Хрептович (ум. 1526) — подскарбий надворный литовский (1502—1504), конюший великий литовский и ловчий литовский (1505—1509), маршалок королевский (с 1524), женат на Анне Глинской.
  - Мелетий Иванович Хрептович-Богуринский (ум. 1593) — [5], архимандрит Киево-Печерской лавры (с 1576), епископ Владимиро-Волынский (с 1580)[6], «прототроний», участвовал в Брестских Соборах (1590 и 1591)[7].
    - Богдан Хрептович — референдарий великий литовский (1584).
      -         - Адам Хрептович — на сейме (1674) голосовал за избрание королём Яна Собеского;
- Юрий Фёдорович (ум. 1558) — православный архиепископ полоцкий, витебский и мстиславский (под именем Германа)[8].Ежи (Юрий) Хрептович

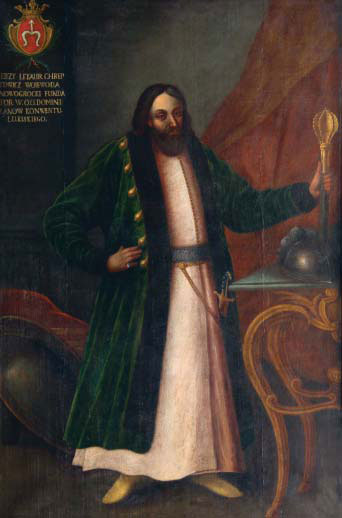
Ежи (Юрий) Хрептович

  -     - Адам Хрептович[пол.] (1557-1628) — подкоморий новогрудский.
    - Евстахий Хрептович (1592-1650) — подкоморый новогрудский[9].
    - Из числа представителей его линии последними были сыновья Андрея Хрептовича (ум. 1736), занимал должность хорунжия стародубского[9].
      -         - Ежи Хрептович (1586—1650) — каштелян жмудский (с 1632), воевода перновский (с 1645), новогрудский (с 1646).
        - Адам Хрептович — участвовал в подавлении восстания Хмельницкого[3].
        - Остафий Хрептови — подкоморый новогрудский[3].
        - Станислав Хрептович — служил при гетмане Павле Сапеге, погиб в бою со шведами[3].
        - Ежи (Юрий) Хрептович — участвовал в подавлении восстания Хмельницкого[3].

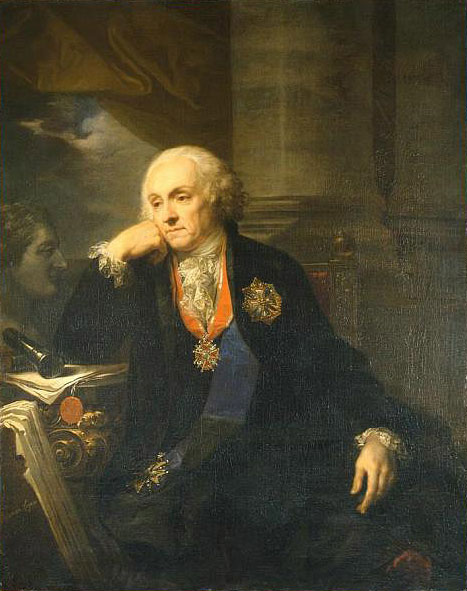
Иоа́хим Игна́тий Лита́вор Хрепто́вич

        - Иоа́хим Игна́тий Лита́вор Хрепто́вичБогдан Хрептович — участвовал в подавлении восстания Хмельницкого, убит восставшими крестьянами[3].

### Графская ветвь
- Граф (с 1752) Иоахим Литавор Хрептович (1729—1812) — маршалок трибунала ВКЛ (с 1765), подканцлер литовский (с 1773), один из организаторов Эдукационной комиссии, заведовал департаментом академии и школ ВКЛ. Министр иностранных дел (с 1791), канцлер ВКЛ (1793). В своих имениях барщину заменил чиншем, в Щорсах построил дворец, школу, униатскую церковь, устроил библиотеку с архивом[10].
  - Адам Хрептович (1768—1844) — участник восстания Костюшко (1794), визитатор школ Виленского учебного округа.
  - Ириней Хрептович (1775—1850) — гофмаршал, действительный тайный советник.
    - Михаил Хребтович (1809—1892) — обер-камергер, член Государственного совета Российской империи, секретарь посольства в Лондоне (1840-1843), чрезвычайный посланник в Бельгии (1853—1856), чрезвычайный посланник в Великобритании  (1856—1858).

После смерти бездетного Михаила Иринеевича его фамилия, титул и поместья отошли к племянникам — сначала к Михаилу (1843—1897), а потом Константину (1848—1933) Бутеневым. Оба были сыновьями дипломата А. П. Бутенева и Марии Хрептович, сестры графа Михаила Иринеевича. Последним частным владельцем поместий Хрептовичей был сын Константина — граф Аполлинарий Константинович Хрептович-Бутенев (1879—1946).

## В массовой культуре
Мемуаре А. В. Трубецкого «Пути неисповедимы: (Воспоминания 1939-1955 гг.)» Хрептовичи оцениваются автором, как образованные и культурные люди. Там приведена оценка владений Михаил Хрептовича в Белоруссии «владел 150 тысячами десятин пахотной земли, многочисленными фольварками (хуторами), сыроварнями, мельницами, винокуренным заводом».